# Record du monde du 1 000 mètres
Pour un article plus général, voir Records du monde d'athlétisme.
Les records du monde du 1 000 mètres sont actuellement détenus par le Kényan Noah ulin
27 records du monde masculins du 1 000 m ont été homologués par l'IAAF.
| Temps         | Athlète             | Lieu           | Date              |
| ------------- | ------------------- | -------------- | ----------------- |
| 2 min 32 s 3  | Georg Mickler       | Hanovre        | 22 juin 1913      |
| 2 min 29 s 1  | Anatole Bolin       | Stockholm      | 22 septembre 1918 |
| 2 min 28 s 6  | Sven Lundgren       | Stockholm      | 27 septembre 1922 |
| 2 min 26 s 8  | Séra Martin         | Colombes       | 30 septembre 1926 |
| 2 min 25 s 8  | Otto Peltzer        | Colombes       | 18 septembre 1927 |
| 2 min 23 s 6  | Jules Ladoumègue    | Paris          | 19 octobre 1930   |
| 2 min 21 s 5  | Rudolf Harbig       | Dresde         | 24 mai 1941       |
| 2 min 21 s 4  | Rune Gustafsson     | Borås          | 4 septembre 1946  |
| 2 min 21 s 4  | Marcel Hansenne     | Göteborg       | 27 août 1948      |
| 2 min 21 s 3  | Olle Åberg          | Copenhague     | 10 août 1952      |
| 2 min 21 s 2  | Stanislav Jungwirth | Stará Boleslav | 27 octobre 1952   |
| 2 min 20 s 8  | Mal Whitfield       | Eskilstuna     | 16 août 1953      |
| 2 min 20 s 4  | Audun Boysen        | Oslo           | 27 septembre 1953 |
| 2 min 19 s 5  | Audun Boysen        | Gävle          | 18 août 1954      |
| 2 min 19 s 0  | Audun Boysen        | Göteborg       | 30 août 1955      |
| 2 min 19 s 0  | István Rózsavölgyi  | Tata           | 21 septembre 1955 |
| 2 min 18 s 1  | Dan Waern           | Turku          | 19 septembre 1958 |
| 2 min 17 s 8  | Dan Waern           | Karlstad       | 21 août 1959      |
| 2 min 16 s 7  | Siegfried Valentin  | Potsdam        | 19 juillet 1960   |
| 2 min 16 s 6  | Peter Snell         | Auckland       | 12 novembre 1964  |
| 2 min 16 s 2  | Jürgen May          | Erfurt         | 20 juillet 1965   |
| 2 min 16 s 2  | Franz-Josef Kemper  | Hanovre        | 21 septembre 1966 |
| 2 min 16 s 0  | Danie Malan         | Munich         | 24 juin 1973      |
| 2 min 13 s 9  | Rick Wohlhuter      | Oslo           | 30 juillet 1974   |
| 2 min 13 s 40 | Sebastian Coe       | Oslo           | 1er juillet 1980  |
| 2 min 12 s 18 | Sebastian Coe       | Oslo           | 11 juillet 1981   |
| 2 min 11 s 96 | Noah Ngeny          | Rieti          | 5 septembre 1999  |

## Record du monde féminin
13 records du monde féminins du 1 000 m ont été homologués par l'IAAF.
| Temps         | Athlète                | Lieu       | Date           |
| ------------- | ---------------------- | ---------- | -------------- |
| 3 min 17 s 4  | Georgette Lenoir       | Paris      | 6 août 1922    |
| 3 min 12 s 0  | Lucie Bréard           | Paris      | 20 août 1922   |
| 3 min 08 s 2  | Edith Trickey          | Londres    | 4 août 1924    |
| 3 min 06 s 6  | Lina Radke             | Brzeg      | 24 août 1930   |
| 3 min 04 s 4  | Gladys Lunn            | Londres    | 16 mai 1931    |
| 3 min 02 s 5  | Stanisława Walasiewicz | Katowice   | 8 octobre 1933 |
| 3 min 00 s 6  | Gladys Lunn            | Birmingham | 23 juin 1934   |
| 2 min 35 s 9  | Gunhild Hoffmeister    | Potsdam    | 20 août 1972   |
| 2 min 35 s 0  | Karin Krebs            | Potsdam    | 28 août 1974   |
| 2 min 33 s 8  | Nikolina Shtereva      | Sofia      | 4 juillet 1976 |
| 2 min 30 s 67 | Christine Wachtel      | Berlin     | 17 août 1990   |
| 2 min 29 s 34 | Maria Mutola           | Bruxelles  | 5 août 1995    |
| 2 min 28 s 98 | Svetlana Masterkova    | Bruxelles  | 23 août 1996   |

## Records du monde en salle

### Hommes
5 records du monde en salle masculins du 1 000 m ont été ratifiés par l'IAAF. 
| Temps         | Athlète            | Date            | Lieu       |
| ------------- | ------------------ | --------------- | ---------- |
| 2 min 18 s 0  | Igor Lotarev       | 14 février 1987 | Moscou     |
| 2 min 16 s 4  | Rob Druppers       | 20 février 1988 | La Haye    |
| 2 min 15 s 26 | Noureddine Morceli | 22 février 1992 | Birmingham |
| 2 min 15 s 25 | Wilson Kipketer    | 6 février 2000  | Stuttgart  |
| 2 min 14 s 96 | Wilson Kipketer    | 20 février 2000 | Birmingham |
| 2 min 14 s 20 | Ayanleh Souleiman  | 17 février 2016 | Stockholm  |

### Femmes
4 records du monde en salle féminins du 1 000 m ont été ratifiés par l'IAAF.
| Temps         | Athlète        | Date            | Lieu       |
| ------------- | -------------- | --------------- | ---------- |
| 2 min 34 s 8  | Brigitte Kraus | 19 février 1978 | Dortmund   |
| 2 min 32 s 08 | Maria Mutola   | 10 février 1996 | Birmingham |
| 2 min 31 s 23 | Maria Mutola   | 25 février 1996 | Stockholm  |
| 2 min 30 s 94 | Maria Mutola   | 25 février 1999 | Stockholm  |